# 西张站
西张站位于中华人民共和国山西省太原市尖草坪区柴村镇西张村，建于1979年。距太原站19公里，距镇城底站45公里。现为四等站。客运办理旅客乘降，行李、包裹托运；货运办理整车货物发到；危险货物仅办理农药、化肥发到。